# Lloyd Mumba
Lloyd Mumba (Lusaka, 5 maggio 1983 – Lusaka, 27 febbraio 2008) è stato un calciatore zambiano, di ruolo difensore.

## Biografia
Oltre al campionato zambiano ha giocato in Germania, Belgio, Sud Africa e Ungheria; è morto ventiquattrenne a Lusaka dopo una breve malattia.